# Bathylaimus bicoronatus
Bathylaimus bicoronatus är en rundmaskart som beskrevs av Christian Wieser 1959. Bathylaimus bicoronatus ingår i släktet Bathylaimus och familjen Tripyloididae. Inga underarter finns listade i Catalogue of Life.